# Natangwe Ithete
Paulus Natangwe Ithete (* 9. Januar 1976 in Südwestafrika) ist ein namibischer Politiker der SWAPO und seit dem 22. März 2025 Vizepremierminister und Minister für Industrialisierung, Bergbau und Energie im Kabinett Nandi-Ndaitwah.
Er ist seit 2015 Abgeordneter der Nationalversammlung. Zwischen 2015 und 2020 war er im Kabinett Geingob I Vizeminister für Finanzen.
Ithete hält Abschlüsse in Human Resources und industriellen Beziehungen der Academy of New York (USA) und in Grundstücksbewertung von Damelin (Südafrika) sowie ein Zertifikat in Bankwesen.